# Skeppokläpparna
Skeppokläpparna är två skär i Åland (Finland). Det ligger i Skärgårdshavet och i kommunen Kökar i landskapet Åland, i den sydvästra delen av landet. Ön ligger omkring 64 kilometer sydöst om Mariehamn och omkring 230 kilometer väster om Helsingfors.
Öns area är 1,8 hektar och dess största längd är 270 meter i öst-västlig riktning. Trakten är glest befolkad. Närmaste större samhälle är Kökar, 12,6 km norr om Skeppokläpparna.